# Атакьой VII, VIII, IX, X
„Атакьой VII, VIII, IX, X“ (на турски: Ataköy 7-8-9-10. Kısım) е квартал на Истанбул, разположен в градска околия Бакъркьой. Общата му площ е 2,1 км2. Според данни на Адресната система за регистриране на населението (ABPRS) към 2024 г. населението на „Атакьой VII, VIII, IX, X“ е 26 669 жители.